# Донато
Донато (італ. Donato, п'єм. Donà) — муніципалітет в Італії, у регіоні П'ємонт,  провінція Б'єлла.
Донато розташоване на відстані близько 550 км на північний захід від Рима, 55 км на північ від Турина, 15 км на захід від Б'єлли.
Населення — 690 осіб (2014).
Щорічний фестиваль відбувається 7 квітня. Покровитель — святий Петро.

## Демографія
Населення за роками:

Станом на 1 січня 2023 року в муніципалітеті офіційно проживало 13 іноземців з 9 країн, серед них 7 громадян країн Євросоюзу.

## Сусідні муніципалітети
- Андрате
- К'яверано
- Гралья
- Монграндо
- Нетро
- Сала-Б'єллезе
- Сеттімо-Віттоне